# Die sieben Glücksgötter – Der Preis der Freiheit
Die sieben Glücksgötter – Der Preis der Freiheit (Seven Lucky Gods) ist ein britisch-albanischer Spielfilm (2014) von Jamil Dehlavi mit Nik Xhelilaj und Christopher Villiers in den Hauptrollen.

## Handlung
In London beginnt der aus Kosovo geflüchtete Mittdreißiger Mehmet eine sexuelle Affaire mit dem wesentlich älteren Mittsechziger Adrian. Er wohnt bei der an Multipler Sklerose erkrankten Meg und wird von der Ärztin Marilyn versorgt. Auch Marilyn verliebt sich in Mehmet, wissend um seine homosexuelle Beziehung zu Adrian. Mehmet bittet auch alle drei Menschen um Heirat, um eine Aufenthaltserlaubnis zu erlangen. Erst spät stellt sich heraus, dass diese Beziehungen kein Zufall sind.

## Hintergrund
Nach Godforsaken ist Lucky Seven Gods der zweite Film mit schwuler Thematik im Schaffen des Regisseurs Jamil Dehlavi. Der Film basiert auf dem Roman The Nick of Time von Francis King. 

## Kritik
„Unglaubwürdiges Drama, das zwar viele Problematiken offensiv anspricht, sie aber nicht vertieft. Durch die guten Schauspieler dennoch packend.“

## Veröffentlichung
Am 20. Januar 2017 wurde der Film in Deutschland bei Lighthouse auf DVD veröffentlicht. 